# 人性的证明
《人性的证明》，又译为《人证》，是日本小說家森村誠一的长篇推理小說，也是其所作的著名的『证明』三部曲之一。最早由角川书店出版于1976年。截止到2005年，各种日文单行本、文集总共售出770万部。这是森村誠一最受欢迎的作品之一，并被多次改编成电影和电视剧。
上世紀80年代，本片與《追捕》、《生死戀》、《望鄉》、《砂之器》為中國改革開放之後第一批允許進口的日本商業電影，和歌曲《草帽歌》在中國也風靡一時，堪稱經典，感動了很多普通的中國人。當時的流行歌手無人不會翻唱《草帽歌》。

## 情节简介
在日本东京皇家饭店的高楼上，一年一度的服装设计奖展出大会正进入高潮。国会议员郡阳平的妻子、著名服装设计家八杉恭子参加了这次展出大会，也在紧张地忙碌着。这时，有消息说饭店电梯里死了一名黑人青年，据电梯服务员讲，被害人死前嘴里直用英语喊着“麦秸草帽，麦秸草帽”，在他的风衣里面还有一本《西条八十诗集》……黑人青年怎么会死在这里？杀人凶手是谁？警方紧张地展开了调查行动。
警犬从被害人的死亡地点一直嗅到了皇家饭店附近的清水谷公园，警察在草丛里发现一滩血迹和一顶草帽，说明这才是真正的罪犯作案地点。一对曾在公园里幽会的年轻人报告说，他们在公园里见过死者，而且在此之前，一个穿西装的女人也离开了公园，驾驶一辆白色皇冠轿车走了。从海关很快查明，被害人叫焦尼·赫瓦德，是3天前从纽约来到日本的。他遗下的《西条八十诗集》和麦秸草帽，都是入境时从美国带进来的。
经过多方搜索，警方得知焦尼的父亲威尔歇·赫瓦德曾作为二战结束时的美国驻军，在日本横须贺居住过。正好同那顶麦秸草帽和那本诗集处在同一时期。而被害人临死时留下的“喀斯密”一句话，也正好在诗集的一首诗中被发现了，指的是一个叫“雾积”的地方。于是警官栋居决定到雾积去，把这个案子查个水落石出。当地的人都说，中山种老奶奶最了解情况，但当栋居赶到中山种家时，已经有人抢先一步，把了解内情的这位老妇人谋杀了。栋居又调查了一些线索，得知当年在福岛县久之浜海滨，中山种是开小酒店专做外国驻军生意的，当时在店里同时做工的还有八杉恭子……
而正在此时，设计师八杉恭子的儿子郡恭平因驾车撞死了人而逃到了纽约，警长栋居也追到了纽约，在纽约国际刑事警察希弗坦的配合下，他们也同时展开了对黑人青年焦尼案件的调查。他们根据线索找到了一个叫阿达姆斯的男人家里，他反映说在几个月前，自己在驾车时，路上突然蹿出一个黑人老头，他来不及刹车，就把他撞倒了，结果被敲去了6000美元。那人名叫威尔歇·赫瓦德，而钱是根据他的要求给了他的儿子——焦尼·赫瓦德。于是警方推断焦尼的父亲是为了弄到一笔送儿子去日本的钱而去撞汽车的。可是父亲为什么一定要把儿子送到日本呢？
居恭平因开枪拒捕而被击毙了。栋居得到新线索，找到了焦尼的父亲。一切终于真相大白：原来，威尔歇在任战后驻日美军士兵时同八杉恭子同居，生下了儿子焦尼，美军撤出日本时他把儿子带走了。而八杉恭子不久嫁了个黑市小商人郡阳平，对他隐瞒了过去，生下了儿子郡恭平。在美国的焦尼长大成人思念母亲，威尔歇于是通过撞车为儿子挣了一笔钱，让他来日本。此时郡阳平成了一个有相当实力的资本家，八杉恭子也成了赫赫有名的服装设计艺术家，为了维护自己的地位和家庭的名誉，八杉恭子亲手杀死了来找自己的黑人儿子焦尼，同时为了掩盖自己的过去，她又杀害了知情的老妇人中山种。
正当服装设计的颁奖礼即将结束时，栋居告诉了八杉恭子她的儿子郡恭平被击毙的消息，两个儿子都死了，八杉恭子的精神崩溃了。从授奖大会出来，八杉恭子驾车向雾积的山峦飞驰而去。她用尽力气把手中的草帽投向山谷，自己也纵身跳下了山崖。麦秸草帽在山谷里飘落、飘落，山谷里又响起了焦尼关于草帽的歌声……

## 主题
《人性的证明》写著名时装师兼家庭问题评论家八杉恭子为了保存名利地位，不惜杀死千里寻母的亲生儿子焦尼。刑警栋居因父亲制止当年美军士兵侮辱日本妇女而被打死。为了伸张正义，他以一顶草帽、一本诗集为线索，展开艰苦的侦破工作，最后他以人性唤醒八杉恭子的良知，让凶手低头认罪。
森村诚一对人性的剖析，对日本战后几十年生活与美国社会存在的问题，进行了全方位的回顾；并运用心理学写出一个冷酷无情的女性的心理活动；通过对八杉恭子一家人“金玉其外，败絮其中”的典型解剖，无情地揭下了日本上层社会华丽、高尚、典雅的外衣，还其虚伪、丑恶、残酷的本来面目。

## 1977年电影
导演： 佐藤纯弥
制作：　角川春树
制片人：吉田达、塞蒙·蔡（サイモン・ツェー）
剧本： 松山善三
发行： 東映(1977年)
摄影： 姬田真佐久
主題歌：《人证》（日：人間の証明のテーマ）/演唱：山中乔（ジョー山中）/作曲：大野雄二

### 演员表
八杉恭子： 岡田茉莉子
棟居刑警： 松田优作
横渡刑警： ハナ肇
乔尼·海沃德（ジョニー・ヘイワード）： 山中乔（ジョー山中）
郡恭平： 岩城滉一
郡陽平： 三船敏郎
那須警长：鶴田浩二
中山静枝：竹下景子
霧積温泉旅館老板：伴淳三郎
朝枝路子： 高泽順子
直美（日：なおみ）： 范文雀　※小山田的妻子、新見的情人。
新見隆： 夏八木勲
小山田武夫： 長門裕之
三島雪子：珍妮特·八田（ジャネット八田）
澄子：坂口良子
关东煮饭店的顾客A： 大泷秀治
关东煮饭店的顾客B：佐藤蛾次郎
久浜的老太太：北林谷荣
老太太的孙女：西川峰子
山路警长：鈴木瑞穗
下田刑警： 峰岸徹
草場刑警： 地井武男　
河西刑警： 和田浩治
涩江副警长： 深作欣二

## 电视剧

### 1978年版
放映期間：1978年1月21日～1978年4月1日
放映時間：毎周六 22：00～22：55
企画：角川春樹事務所、毎日放送
制作人:青木民男(毎日放送)、桑原秀郎、岡田裕介(東映)
脚本：早坂晓
导演：恩地日出夫、大森健次郎、渡边邦彦、永野靖忠
制作：毎日放送、東映
主題歌:《喧闹的乐园》（日：さわがしい楽園）/演唱者：丽丽（日：りりィ）

#### 演员表
八杉恭子： 高峰三枝子
棟居弘一良： 林隆三　
郡陽平： 山村聪
郡恭平： 北公次
郡陽子：岸本加世子
朝枝路子： 高沢順子

### 1993年版
制作： 富士电视台

#### 演员表
棟居弘一良： 石黒賢　
八杉恭子： 宮本信子
郡陽平： 村井国夫
新見隆： 神田正輝

### 2001年版
制作： BS日本

#### 演员表
棟居弘一良： 渡边謙　
八杉恭子： 石田亚由美（いしだあゆみ）
郡陽平： 平野稔

### 2004年版
脚本： 前川洋一
制片人： 鈴木吉弘
演出： 河毛俊作、久保田　哲史、成田　岳
音乐： 岩代太郎
制作： 富士电视台电视剧制作中心

#### 演员表
棟居弘一良： 竹野内豐
八杉恭子：松坂慶子
本宮桐子： 夏川結衣
横渡篤： 大杉漣
佐伯友也： 田辺誠一
郡翔平： 高岡蒼佑

### 韓國版（2011年）
- 《Royal Family》

編劇：權音美
導演：金道勳
演員：廉晶雅、池晟、金姈愛、車藝蓮

### 2017年版
編劇：濱田秀哉
導演：雨宮望
音樂：吉川清之
企劃協力：KADOKAWA
主題歌：EXILE ATSUSHI & Char「人間の証明のテーマ」（電影版主題曲翻唱）
VFX：キルアフィルム
技鬥：清家三彦
技術協力：Japan Broadcast Solutions（JBS）
製作協力：東映太秦電影村
首製作人：佐藤凉一（朝日電視台）
製作人：船津浩一（朝日電視台）、目黑正之（東映）、石﨑宏哉（東映）
製作：朝日電視台、東映

#### 演员表
棟居弘一良：藤原龍也
八杉恭子：鈴木京香
橫渡伸介：緒形直人
中山種：草笛光子
那須英三：宅麻伸
郡陽平：中原丈雄
郡恭平：堀井新太
Johnny Hayward：Lavance Rolland
Wilshire Hayward：摩西夢
山路刑警：山田純大
草場刑警：松永博史
小山田武夫：加藤虎之介
大室佳乃（よしの）：吉本選江

## 外部連結
- 《人間的証明》2004年版官方網站 （页面存档备份，存于） （日語）
- JET TV官方網站 （繁體中文）
- 香港無綫劇集台官方網站 （页面存档备份，存于） （繁體中文）

## 作品的變遷
| 日本富士電視台 木曜劇場 星期四 22:00至22:54 | 日本富士電視台 木曜劇場 星期四 22:00至22:54 | 日本富士電視台 木曜劇場 星期四 22:00至22:54 |
| ------------------------------------------- | ------------------------------------------- | ------------------------------------------- |
|                                             | 人間的證明 （2004.7.8 - 2005.9.9）          |                                             |
| 離婚女律師 （2004.4.15 - 2004.6.24）        | 大奧 第一章 （2004.10.7 - 2004.12.16）      |                                             |